# Александер Вьолль

Александер Вьолль, 2023 р.

Александер Вьолль (нім. Alexander Wöll, нар. 30 червня 1968, Кемптен) — німецький славіст і викладач вищої школи. З грудня 2014 року по січень 2018 року він був президентом Європейського Університету Віадріна в Франкфурті-на-Одері. З початку 2018 року він працює професором культури та літератури Центральної та Східної Європи в Потсдамському університеті.

## Біографія
Після відвідування початкової школи в окрузі Дурах і гуманістичної гімназії Карла фон Лінде в Кемптені, Велль вивчав германістику (з основним напрямком на компаративістику), історію та славістику в Мюнхенському університеті імені Людвіга Максиміліана, в Берлінському університеті Александра Гумбольдта та Московському державному лінгвістичному університеті з 1988 по 1994 рік.
У 1997 році Александер Велль отримав докторський ступінь в Мюнхенському університеті, захистивши дисертацію на тему «Двійники та епігони. Кам'яний пам'ятник, дзеркальний шрифт і узурпація в російській літературі» Потім він працював науковим співробітником, а з 2003 по 2004 рік був стипендіатом Фонду Олександра фон Гумбольдта в Карловому університеті в Празі. Після отримання докторського ступеня після захисту дисертатації про життя і творчість Якуба Демлса в Регенсбурзькому університеті, він викладав і проводив дослідження як приват-доцент.
З 2007 по 2008 рік він був викладачем чеської, словацької та російської філології (за фахом: мова, культура, література) у Оксфордському університеті, Великобританія. У 2008 році він відмовився від запрошення на роботу в Шотландський університет Сент-Ендрюса і того ж року прийняв посаду професора філософського факультету Університету Ернста-Моріца-Арндта в Грайфсвальді, Німеччина. З 2010 року Велль працював деканом філософського факультету Грайфсвальдського університету. Був переобраний у 2012 році, і повторно переобраний на посаду декана у 2014 році.
15 вересня 2014 року Велль був обраний новим президентом Європейського університету Віадріна у Франкфурті-на-Одері. Він змінив Гюнтера Плойгера, термін повноважень якого закінчився 30 вересня 2014 року. Офіційне призначення на посаду відбулося 3 грудня 2014 року.
20 жовтня 2017 року Велль оголосив, що хоче повернутися до наукової роботи, і тому подав у відставку з посади президента Європейського університету Віадріна з 1 січня 2018 року. Попередній віце-президент Стефан Кудерт обійняв цю посаду з січня 2018 року. Політолог Юлія фон Блюменталь змінила його на посаді керівника університету з 1 жовтня 2018 року.

### Дослідження та викладання
У центрі уваги наукових досліджень — порівняння російської та західноєвропейської літератури, дослідження творчості чеського письменника Якуба Демла у контексті містики в Центральній та Східній Європі, творчості Мирона Білошевського та вивчення польської ліричної поезії 20 століття, а також дослідження чеської, російської, польської, боснійської, хорватської та сербської поезії та прози на рубежі 19, 20. 21 століть та сучасності.

### Членство в наукових організаціях
- Німецька Асоціація Україністів, голова[2]